# 北洋常備軍
北洋常備軍是清朝末年的一支軍隊，由直隸總督兼北洋大臣袁世凱於1902年創立，為清朝自創建定武軍、武衛右軍以來的第三次擴軍。
光緒二十八年（1902年）1月，袁世凱受命兼任練兵大臣，總籌新軍建設。袁世凱派遣王士珍、王英楷增募6,000士兵增練部隊。此外，袁世凱外購戰馬、火炮等增編騎兵、炮兵、錙重兵等兵科，完善部隊編制陣容。至光緒二十九年（1903年），武衛右軍擴張為北洋常備軍左鎮。
光緒三十年（1904年），袁世凱再次招募新兵，購置兵器，編成北洋常備軍右鎮。在同一年，左鎮更名為北洋常備軍第一鎮、右鎮更名為北洋常備軍第一鎮。每鎮12,500餘人，實際規模上與西方國家的師級單位相等。同年下旬，再度招募新兵編成北洋常備軍第三鎮。
光緒三十一年（1905年）初，將湖北總督張之洞創設的江南自強軍與姜桂題所率領的部隊合編為北洋常備軍第四鎮。同年徵募新兵組成北洋常備軍第五鎮。在同一年，清朝開始統一各軍番號，由八旗可戰菁英組合的京旗常備軍被改名為陸軍第一鎮，北洋常備軍第一鎮被編為陸軍第二鎮，北洋常備軍第二鎮改為陸軍第四鎮，北洋常備軍第四鎮改為陸軍第六鎮，北洋常備軍第三鎮和第五鎮番號不變，僅變更軍隊名稱（陸軍第三鎮與陸軍第五鎮）。改制後的陸軍第一鎮至第六鎮總和兵力7萬餘人，為袁世凱編練新軍累積的軍事資本，俗稱「北洋六鎮」。